# Русское слово (издательство)
«Русское слово» — российское издательство учебной литературы.
Издательство «Русское слово» было создано в 1994 году. В числе авторов учебников, которые выходят в издательстве «Русское слово» академики РАН, РАО, РАЕН.
Издательство выпускает:
— учебные и методические издания для школы и СПО;
— научно-популярную литературу для детей и подростков;
— издания для дошкольников и педагогов ДОО;
— историческую литературу для широкого круга читателей;
— художественную литературу;
— электронные учебники и мультимедийные пособия.

## Награды
- Премия Правительства РФ в области образования.
- Национальная премия «Лучшие книги и издательства года».
- Издательство также является победителем Всероссийского конкурса на лучший учебник по новейшей отечественной истории XX века — за учебники по истории Отечества XX века для 9 и 11 классов (Загладин Н. В., Минаков С. Т., Козленко С. И., Петров Ю. А.).
- В 2017 году авторам учебника по экологии издательства «Русское слово» присуждена Национальная экологическая премия имени В. И. Вернадского.
- В 2019 году издательство «Русское слово» стало лауреатом конкурса профессионального мастерства «Ревизор-2019» в номинации «Издательство года», лучшей также названа линия учебников по обществознанию издательства «Русское слово» для 6-11 классов под научной редакцией В. А. Никонова, декана факультета государственного управления МГУ им. М. В. Ломоносова.
- В 2023 году на XII конкурсе профессионального мастерства «Ревизор» в номинации «Лучший образовательный проект» победу одержал проект «Забайкаловедение» издательства «Русское слово».

## Авторы
- Быстрова, Елена Александровна
- Гольцова, Нина Григорьевна
- Карпов, Сергей Павлович
- Сахаров, Андрей Николаевич
- Никонов, Вячеслав Алексеевич
- Белоусов, Лев Сергеевич
- Козлов, Валерий Васильевич
- Никитин, Александр Александрович
- Никишин, Владимир Олегович
- Савенкова, Любовь Григорьевна
- Солдатова, Галина Уртанбековна
- Антонова, Марина Владимировна
- Тишков, Аркадий Александрович
- Криксунов, Евгений Аркадьевич
- Новошинская, Нина Степановна
- Ходаков, Юрий Владимирович
- Изергин, Эдуард Тимофеевич
- Певцова, Елена Александровна
- Комарова, Юлия Александровна
- Сахаров, Всеволод Иванович
- Гейдман, Борис Петрович
- Смирнова, Елена Олеговна
- Якушин, Николай Иванович

## Генеральный директор
- Афанасьева, Ольга Олеговна